# Charles P. Daly

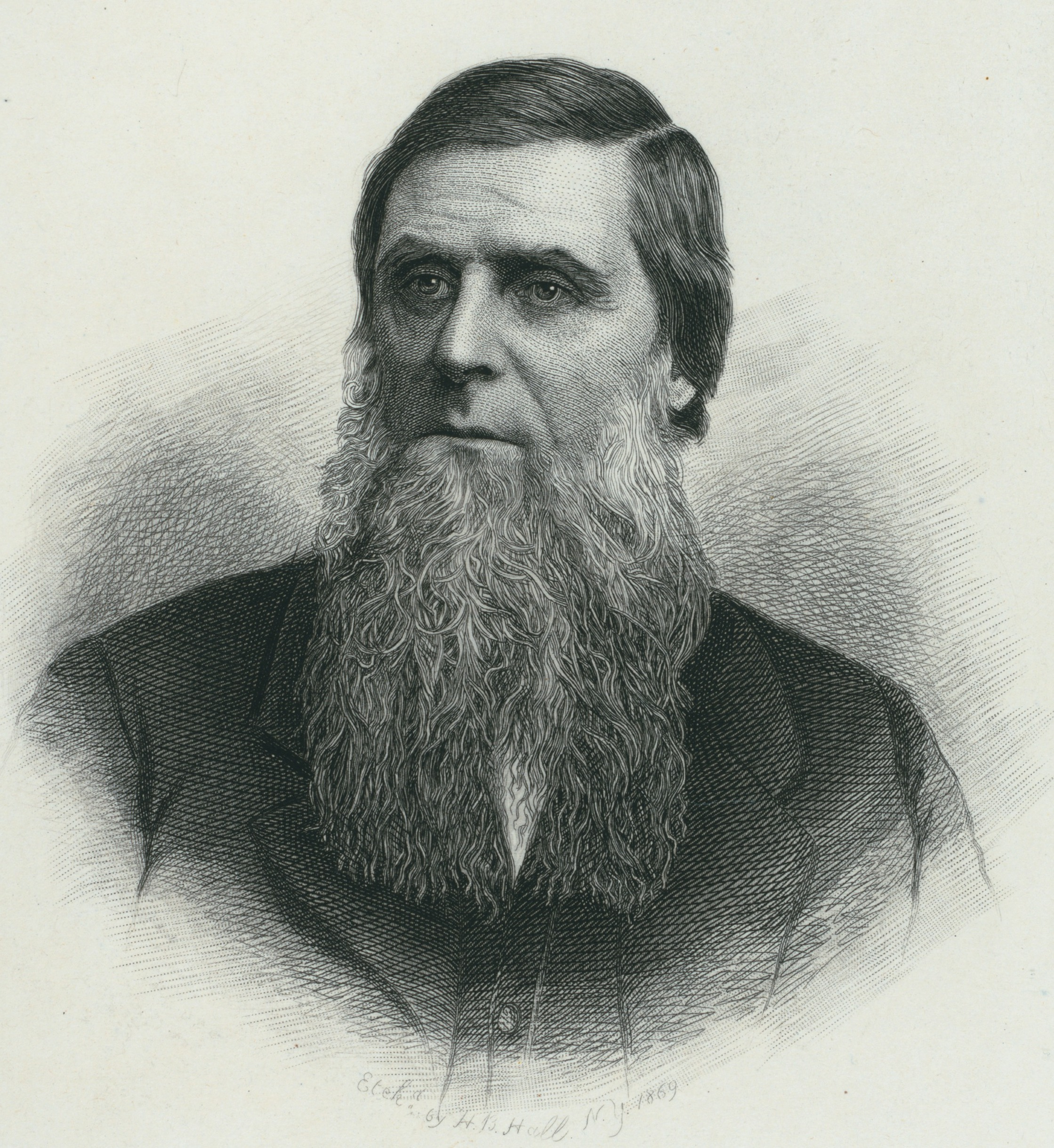
Charles P. Daly

Charles Patrick Daly (* 13. Oktober 1816 in  New York City; † 19. September 1899 in North Haven, Southampton, New York) war ein Richter, Politiker und Geograph in New York City.

## Leben
Charles’ Eltern, der Tischlermeister Michael Daly und dessen Ehefrau Elizabeth Daly, waren 1814 aus dem nordirischen Omagh in die Vereinigten Staaten eingewandert. Der Vater hatte in einem Hotel am Broadway Arbeit als Manager gefunden. Charles’ Mutter starb, als der Junge drei Jahre alt war. Der Vater heiratete wieder. Charles besuchte eine New Yorker Privatschule. Nach dem Tod des Vaters wollte er auf eigenen Füßen stehen – floh aus dem Haushalt der Stiefmutter, ging in Savannah bei einem Schreibfederproduzenten in die Lehre und fuhr ab 1830 zur See. 1832 zurück in New York City, ging er bei einem Schreiner in die Lehre, wechselte in die Anwaltskanzlei William Soule und studierte in seiner Heimatstadt Jura. 1839 wurde er als Rechtsanwalt zugelassen.
Von 1843 bis 1844 saß Charles Daly als Abgeordneter für den 4. Bezirk von New York City im Unterhaus des Staates New York. Von 1844 bis 1857 war er Richter am New York Court of Common Pleas, dem Vorgänger des jetzigen New York Supreme Court, von 1857 bis 1871 dort Erster Richter und von 1871 bis 1885 am selben Gericht Oberster Richter. Von 1860 bis 1875 lehrte er an der Columbia Law School die Rechte. 1867 wurde er Mitglied der New York Constitutional Convention.
Seit 16. Februar 1855 Ordentliches Mitglied der American Geographical Society, wurde Charles Daly 1864 deren Präsident und amtierte blieb bis zu seinem Lebensende. Insbesondere beteiligte er sich an der Vorbereitung der Arktisexpeditionen der Vereinigten Staaten. Zudem profitierte die in New York City ansässige geographische Forschung von der umfänglichen Privatbibliothek des bibliophilen Daly. 1895 sprach er auf dem Kongress der Internationalen Geographische Union in London.
Charles Daly heiratete am 27. September 1856 in der Bronx die New Yorker Tagebuchschreiberin und Philanthropin Maria Lydig (1824–1894). Das Paar engagierte sich für die Arbeit in seiner Demokratischen Partei.
Charles Daly starb in seinem North Havener Sommerhaus in der Nähe von Sag Harbor. Die Trauerfeier fand in der Manhattaner Kathedrale St. Patrick statt. In Sag Harbor liegt Charles Daly begraben.

## Werke (Auswahl)
- Historical sketch of the judicial tribunals of New York from 1623 to 1846. New York 1855 (archive.org)
- Are the southern privateersmen pirates? New York 1862 (archive.org)
- Nature, extent and history of the jurisdiction of the Surrogates’ Courts of the state of New-York. New York 1863  (archive.org)
- When was the Drama introduced in America? New York 1864 (archive.org)
- 13 Bde. publiziert 1868–1892, daraus: Reports of cases argued and determined in the Court of common pleas for the city and county of New York. Bd. 8, New York 1880 (archive.org)
- What produces the American revolution?  Sag Harbor 1875 (archive.org)
- The settlement of the Jews in North America. 1875 (archive.org, Ausgabe 1893, Max James Kohler (1871–1934) (Hrsg.))
- Maps and Map-Making Before Mercator. Popular Science, Bd. 16, Februar 1880
- Want of a botanical garden in New York. New York 1891 (archive.org)
- Have we a portrait of Columbus? New York 1893 (archive.org)

## Ehrungen, Mitgliedschaften
- 1860 Dr. jur. h. c. der Columbia University
- Ehrenmitglied der
  - Royal Geographical Society
  - Gesellschaft für Erdkunde
  - Russischen Geographischen Gesellschaft
- Mitglied
  - New-York Historical Society
  - American Philosophical Society
  - Century Association
  - Präsident der St. Patrick’s Gesellschaft für auswärtige Missionen
  - Vorsitzender des Committee for Relief in Ireland
  - Gründungsmitglied des Peary Arctic Club

## Gedenken

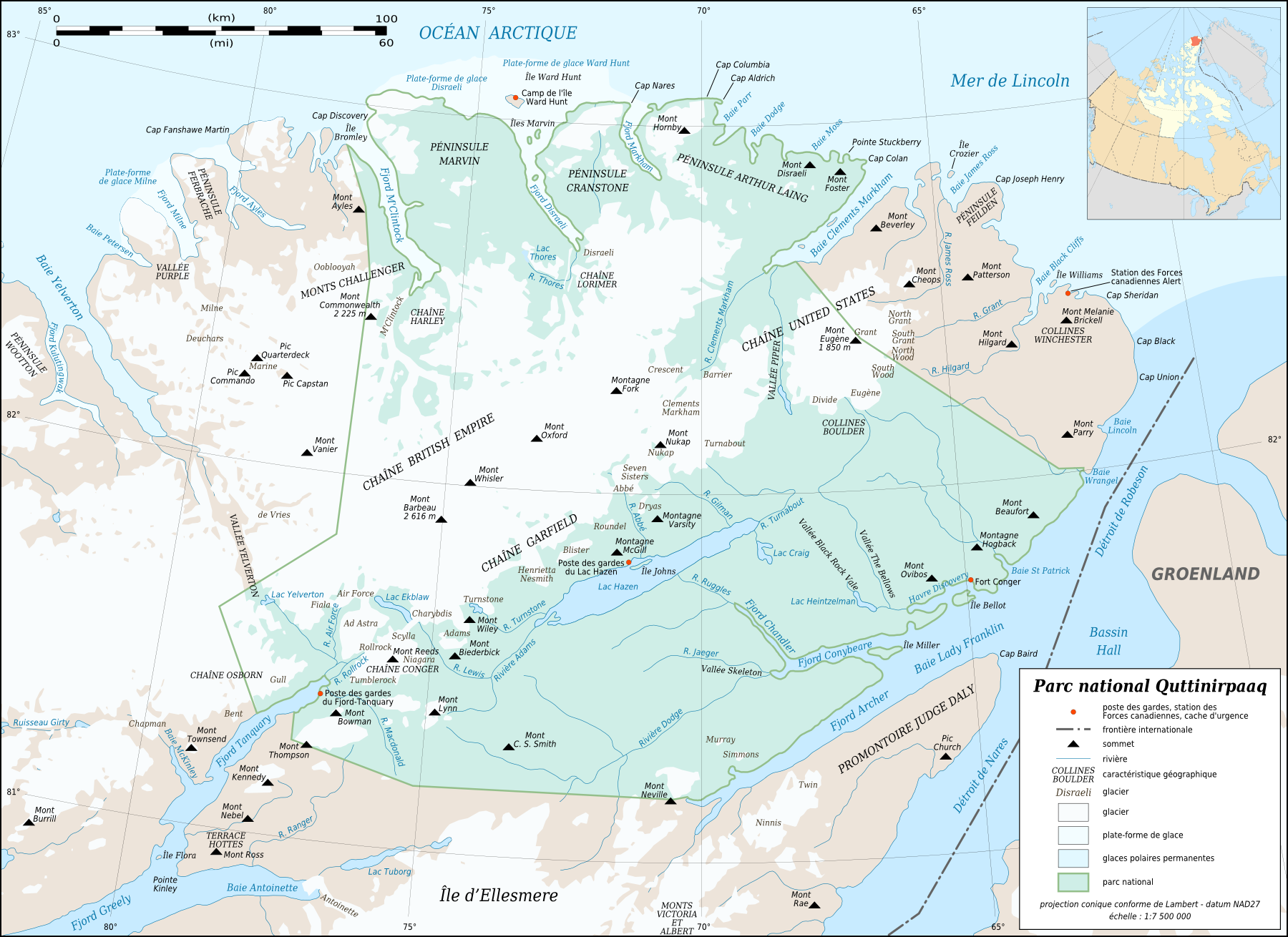
Das Richter-Daly-Vorgebirge (unten rechts) im Quttinirpaaq-Nationalpark

- Seit 1902 vergibt die American Geographical Society die Charles P. Daly Medal.
- In der Bronx gibt es eine Daly Avenue.
- Auf der Ellesmere-Insel gibt es ein Richter-Daly-Vorgebirge.